# Арлисс, Джордж
Джордж А́рлисс (англ. George Arliss, 10 апреля 1868[…], Лондон — 5 февраля 1946[…], Лондон) — британский актёр, сценарист, режиссёр и драматург, добившийся наибольшего успеха в США. Он стал первым британским актёром, получившим премию «Оскар».

## Биография

### Юные годы
Джордж Арлисс родился в Лондоне, Англия, при крещении был назван Аугустус Джордж Эндрюс, но чаще всего его указывали как Джордж Аугустус Эндрюс, а родственники называли его дядя Гас. Арлисс обучался в школе Хэрроу, потом он стал работать в издательстве отца, но в восемнадцать лет бросил работу, ради карьеры. Свою актёрскую карьеру он начал на сцене одного провинциального английского городка в 1887 году. К 1900 году Арлисс уже играл второстепенные роли в лондонском Вест-Энде. В 1901 году он отправился в турне в США с труппой миссис Патрик Кэмпбелл, в ходе которого решил остаться там. В 1903 году он дебютировал на Бродвее в постановке «Магда», а первый успех пришёл к нему в 1908 году с ролью в пьесе «Дьявол». Продюсер Джордж Тайлер в 1911 году попросил Луи Наполеона Паркера написать пьесу специально для Арлисса, так появилась пьеса «Дизраэли» про британского премьер-министра, с которой актёр гастролировал в течение пяти лет.
В 1919 году Арлисс получил степень Почетного мастера искусств Колумбийского университета.

### Карьера в кино

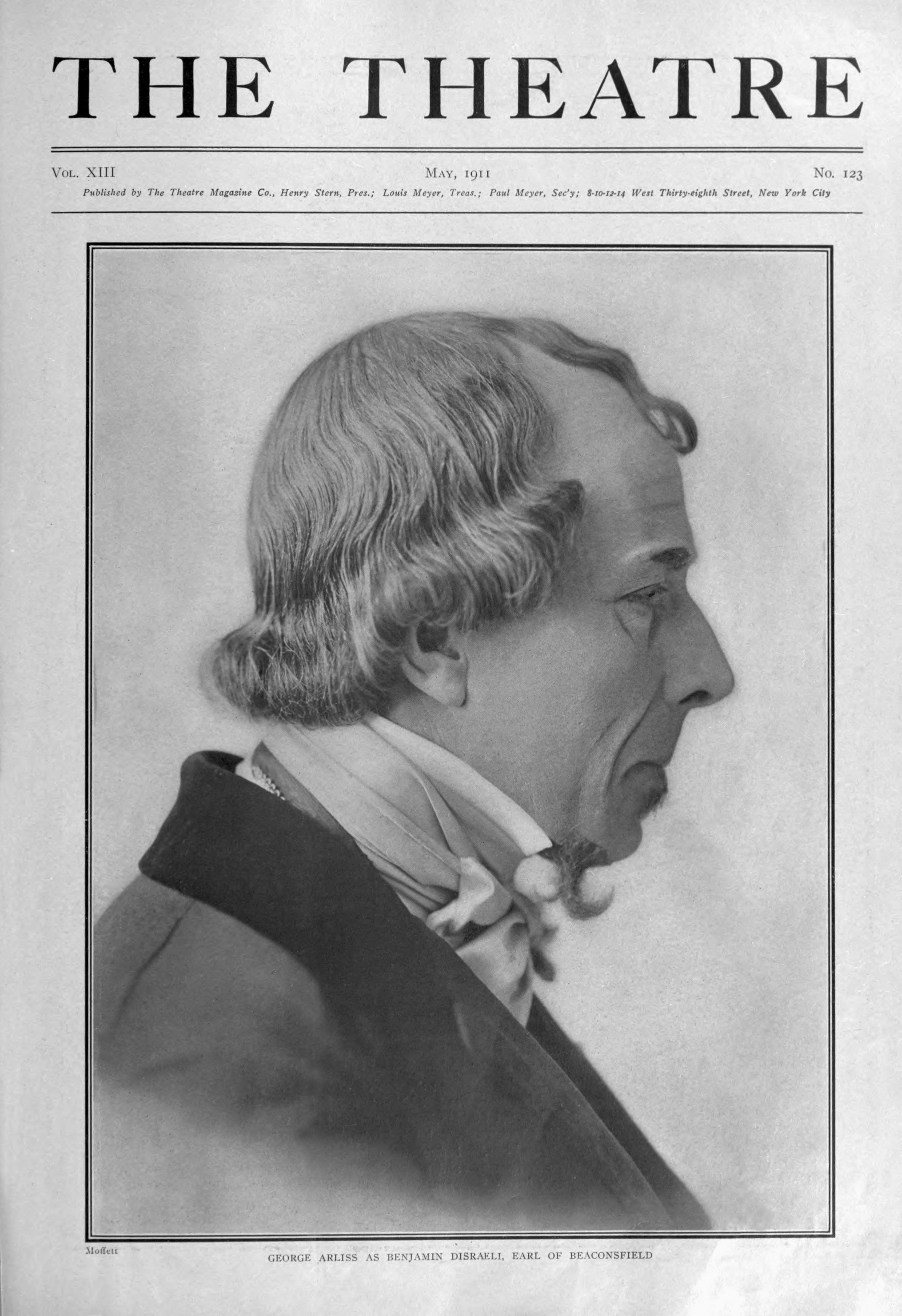
Джордж Арлисс в роли Бенджамина Дизраэли на театральной афише (1911)

Свою карьеру в кино Арлисс начал с фильма «Дьявол» (1921), за ним последовал «Дизраэли» и четыре других немых фильма. На сегодняшний день сохранились лишь некоторые из его немых картин, такие как «Дьявол», «$20 в неделю», «Зелёная богиня», основанная на популярной пьесе, в которой он играл главную роль. В 1929 году Арлисс снялся в звуковой версии фильма «Дизраэли», появление в котором принесло ему «Оскар» за лучшую мужскую роль. С 1921 по 1938 год он был президентом Епископальной Гильдии актёров Америки.
По контракту, заключенному с «Warner Bros.», Арлисс снялся в 10 звуковых фильмах, принесшими ему популярность и дававшие необычный для того времени объём творческого контроля. Его кастинги актёров и переписывание сценариев были привилегией, предоставленной ему студией, которые даже не значились в его контракте. В одном из этих фильмов, «Человек, который играл Бога» (1932), ведущую главную роль играла Бетт Дейвис. До конца жизни Дейвис говорила, что Арлисс лично настоял на её кандидатуре, чтобы дать ей возможность раскрыться и показать свои возможности. Она так же снялась в его фильме «Работяга» (1933).
Арлисс принимал участие в кинопроизводстве «Warner Bros.» как в кадре, так и за кадром. Его помощница, Мод Хоуэлл, вскоре стала помощницей продюсера, и в то время, была одной из немногих женщин-руководителей в Голливуде. После работы над первыми тремя фильмами Арлисс утвердил малоизвестного продюсера Джона Г. Адольфи на должность режиссёра всех его последующих фильмов. Вскоре Адольфи стал успешным режиссёром, а его фильмы с Арлиссом имели финансовый успех. Арлисс предпочитал работать с одними актёрами из фильма в фильм, таких как Иван Симпсон (который так же был скульптором) и Чарльз Эванс. Арлисс так же приложил большие усилия и помог раскрыться и другим актёрам, таким как Джеймс Кэгни, Рэндольф Скотт и Дик Пауэлл.
Арлисс тесно сотрудничал с исполнительным продюсером студии «Warner Bros.» Дэррилом Ф. Зануком, и поэтому покинул студию после его отставки в 1933 году. После этого актёр перешёл в новую кинокомпанию Занука «20th Century Pictures», что побудило «Warner Bros.», жаловаться киноакадемии, что Занук «украл у них Звезду». Среди последовавших работ Арлисса наиболее запоминающимися стали серия исторических биографий, таких как «Александр Гамильтон» (1931), «Вольтер» (1933), «Дом Ротшильдов», «Железный герцог» (1934) и «Кардинал Ришельё» (1935), а также комедии «Миллионер», «Успешные бедствия», «Работяга» и «Последний джентльмен».
Арлиссу было почти 70, когда в 1937 году он закончил работать над фильмом «Доктор Шин». В январе 1938 года продюсер и режиссёр Сесиль Б. де Милль пригласил Арлисса повторно сыграть роль Дизраэли в эфире популярного радиошоу «Lux Radio Theatre». Этот случай был объявлен как «новая страница в истории радио». В марте 1938 года Джордж с супругой появился на этом же радио в адаптации «Человек, который играл бога», а радио-постановка «Кардинал Ришельё» в январе 1939, стала последним их появлением вместе.
После начала Второй мировой войны актёр оставался в Лондоне и больше не бывал в США. В сентябре 1941 года Арлисс был вовлечен в скандал, британское правительство обвиняло его в невыполнении их требований о предоставлении банковских счетов, которые имелись у него в США и Канаде. Оба утверждали, что не знали о существовании нового закона, но, несмотря на это, были оштрафованы и публично унижены.

### Личная жизнь
Джордж Арлисс был женат на Флоренс Арлисс (1871—1950). Их брак продлился с 16 сентября 1899 года до самой его смерти. Детей у них не было, но некоторые справочные издания ошибочно называют их сыном Лесли Арлисса режиссёра-постановщика студии «Gainsborough Pictures». Джордж и Фло Арлисс часто появлялись вместе как на сцене, так и в кино (в немых и звуковых фильмах), и почти всегда играли супругов.
Выйдя на пенсию, Арлисс поселился в Пангборне в Беркшире. Кинорежиссёр Дэррил Ф. Занук пытался вернуть Арлисса в Голливуд, чтобы он сыграл главную роль в фильме «Крысолов» (1942), но из-за бомбардировки немецких военно-воздушных сил Арлиссу пришлось остаться в его родном городе.
Джордж Арлисс умер в Мейда-Хилл в Лондоне от бронхиальной астмы 5 февраля 1946 года в возрасте 77 лет. Флоренс Арлисс пережила своего супруга на 4 года. Похоронен на Лондонском кладбище всех святых на Харроу-Уилд. На его могиле нет упоминания о его успехе в кинематографе, однако там указано достижение, которым он очень гордился: степень Почетного мастера искусств.

## Достижения
- Арлисс был ярым антививисекционистом, он основал Национальное Антививисекционное Общество в Чикаго, штат Иллинойс
- 8 февраля 1960 года на Голливудской Аллее славы заложили именную звезду Джорджа Арлисса за его вклад в киноиндустрию. Она находится на Голливудском бульваре, её номер — 6648.

## Фильмография
| Фильмография | Фильмография                | Фильмография            | Фильмография                             |
| Год          | Русское название            | Оригинальное название   | Роль                                     |
| ------------ | --------------------------- | ----------------------- | ---------------------------------------- |
| 1921         | Дьявол                      | The Devil               | Доктор Мюллер                            |
| 1921         | Дизраэли                    | Disraeli                | Бенджамин Дизраэли                       |
| 1922         | Одержимый страстью          | The Ruling Passion      | Джеймс Олден                             |
| 1922         | Человек, который играл Бога | The Man Who Played God  | Монтгомери Ройл                          |
| 1923         | Зелёная богиня              | The Green Goddess       | Раджа Руха                               |
| 1924         | 20 долларов в неделю        | Twenty Dollars a Week   | Джон Ривз                                |
| 1929         | Дизраэли                    | Disraeli                | Бенджамин Дизраэли                       |
| 1930         | Зелёная богиня              | The Green Goddess       | Раджа                                    |
| 1930         | Старый английский           | Old English             | Сильванус Хейторп                        |
| 1931         | Миллионер                   | The Millionaire         | Джеймс Олден                             |
| 1931         | Александр Гамильтон         | Alexander Hamilton      | Александр Гамильтон                      |
| 1932         | Человек, который играл Бога | The Man Who Played God  | Монтгомери Ройл                          |
| 1932         | Успешное бедствие           | A Successful Calamity   | Генри Уилтон                             |
| 1933         | Каникулы короля             | The King’s Vacation     | Филипп, король                           |
| 1933         | Работяга                    | The Working Man         | Джон Ривз                                |
| 1933         | Вольтер                     | Voltaire                | Вольтер                                  |
| 1934         | Дом Ротшильдов              | The House of Rothschild | Майер Ротшильд / Натан Ротшильд          |
| 1934         | Последний джентльмен        | The Last Gentleman      | Кэбот Барр                               |
| 1934         | Железный герцог             | The Iron Duke           | Герцог Веллингтон                        |
| 1935         | Кардинал Ришельё            | Cardinal Richelieu      | Кардинал Ришельё                         |
| 1935         | Старушка                    | The Guv’nor             | Франсуа Ротшильд                         |
| 1935         | Трансатлантический туннель  | The Tunnel              | Премьер-министр Великобритании           |
| 1936         | Восток встречает Запад      | East Meets West         | Султан Рангая                            |
| 1936         | Его Светлость               | His Lordship            | Ричард Фрейзер / Лоример, лорд Данкастер |
| 1937         | Доктор Шин                  | Doctor Syn              | Доктор Шин                               |